# Holothuria leucospilota
Holothuria leucospilota is een zeekomkommer uit de familie Holothuriidae.
De wetenschappelijke naam van de soort werd in 1835 gepubliceerd door Johann Friedrich von Brandt.